# Zalzal Mansour
Pour les articles homonymes, voir Mansour.
Zalzal Mansour (arabe : زلزل منصور) (?-791), joueur de luth et musicien officiel à la cour abbasside. D'origine servile, peut-être nabatéen, il apprend la musique arabe auprès d'Ibrahim al-Mawsili, dont il deviendra le beau-frère. Sa virtuosité au luth, devenue proverbiale dans la littérature arabe classique, lui vaut d'être surnommé "l'instrumentiste" (al-Ḍārib), terme désignant ordinairement le musicien qui accompagne le chanteur.
Zalzal joua un rôle important dans le développement de la musique arabe en introduisant notamment la tierce neutre, appelée "tierce de Zalzal" par les musicologues arabes médiévaux. Son élève et neveu, Ishaq al-Mawsili, mettra à profit cette innovation dans son système de codification de la musique arabe savante.
On attribue également à Zalzal l'invention d'un nouveau type de luth, dit "oud al-shabbout".
Le calife Haroun al-Rashid le fit emprisonner une dizaine d'années pour une raison inconnue. Il le libéra peu avant sa mort, à la demande d'Ibrahim al-Mawsili.